# Maria Anna Mozart
Maria Anna Mozart (Salzburg, 30 de juliol de 1751 - 29 d'octubre de 1829) va ser una professora de música, cantant, clavicordista, violinista, pianista i compositora dins del classicisme. Va ser considerada nena prodigi i un geni musical.
En aquesta època els escrits i obres de dones eren ignorats i es perdien. Així, ningú no ha conservat fins avui cap de les seves obres com a tals, tot i que sí les cartes amb el seu germà Wolfgang Amadeus, en les quals mostra que admirava la seva germana. No ha estat fins a l'any 2015 quan s'han publicat estudis forenses que indiquen que és autora de més de vint composicions de la seva llibreta d'apunts, que feia també servir per a ensenyar piano al seu germà, a més de tot l'escrit per la persona fins aleshores coneguda com a «Anònim 1».
Se sap amb seguretat que son germà va tocar peces per a piano escrites per ella i que en les seves primeres composicions hi ha la cal·ligrafia de Maria Anna.

## Biografia

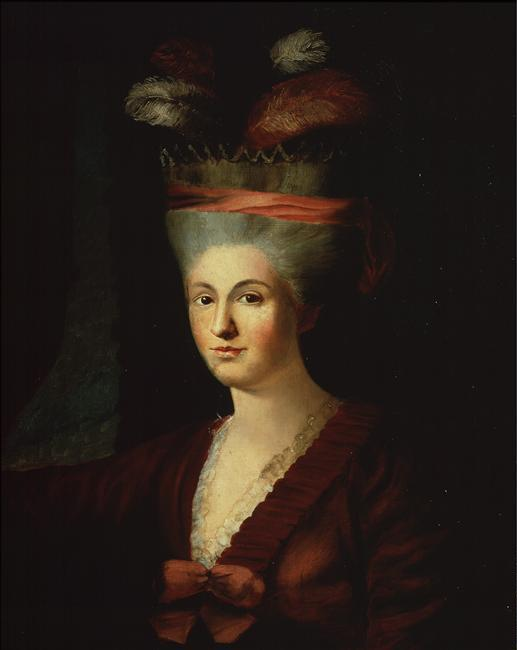
Maria Anna Mozart, 1785

De Maria Anna Mozart es conserva el diari personal i així és possible conèixer-ne dades biogràfiques de primera font.
Maria Anna Mozart era filla de Leopold Mozart i Anna Maria Mozart, i el seu germà petit, Wolfgang Amadeus, va seguir els seus passos. Era ell qui l'anomenava afectuosament Nannerl. Maria Anna Mozart va començar a tocar el violí als vuit anys sota el guiatge de son pare; l'any següent li va comprar un clavicèmbal i ràpidament va demostrar aptituds. Fou considerada una nena prodigi. Als dotze anys tocava amb «increïble precisió i de manera excel·lent» les partitures més difícils i era valorada com una de les persones músiques més hàbils de tot Europa.
El pare va organitzar una gira de concerts de més de tres anys per vuitanta-vuit ciutats d'Europa, durant la qual va rebre crítiques molt favorables. Se n'elogiava el virtuosisme i se la qualificava de prodigiosa i geni. A Versalles va conèixer el fill del rei francès, Lluís XV, que la va animar a compondre música, i així ho va fer, com consta en una carta del seu germà el 1770. Malgrat l'èxit artístic, la família Mozart travessava una greu crisi econòmica, així que, quan ella tenia divuit anys, son pare va decidir que Mozart era ja elegible per al matrimoni. El pare de Maria Anna va obligar-la a deixar de compondre i de tocar, i que, en canvi, es dediqués a fer classes de música a estudiants de famílies benestants per tal de poder finançar les gires del germà. Va fer-ho, sota una depressió major. Es va distanciar cada vegada més del seu pare i germà, que no la valoraven, fins al punt que, a partir de la mort del pare, la poca correspondència entre els germans parla només d'aspectes tècnics de l'herència.
Al 1784, amb trenta-tres anys es va casar amb el baró Von Berchtold i van anar a viure a Sankt Gilgen, a la regió de Salzkammergut. El 1785 va tenir un fill: va anar a parir a Salzburg i va ser criat allà pel seu avi, Leopold Mozart. No corresponia gaire poc amb son germà i no se sap gaire de la seva activitat. Tot i que els concerts públics de dones eren una excepció i hi havia una bona quantitat de senyores músics que tocaven en privat i de compositores de gran qualitat. Se sap que Mozart va compondre, però no en tenim cap obra conservada. Sí que es conserven notes i partitures relacionades amb el seu germà, hi apareix la lletra de Maria Anna Mozart però cap no n'està signada per ella. Segons Martin Jarvis, de la Charles Darwin University, «al segle xviii cap nena no gosaria, ni li seria permès, signar res». De fet, en un concert, un orgullós Wolgang Amadeus va anunciar que l'obra que havia tocat era de la seva germana, i així va despertar la ira del pare, que va ordenar públicament a Maria Anna de no tornar a compondre. En general, els llibres d'història musical han ignorat les intèrprets i compositores femenines, frustrant moltes compositores per manca de reconeixement del seu treball.
El 1791, quan va morir Wolfgang, Maria Anna Mozart es va encarregar de recopilar, endreçar i salvaguardar totes les seves partitures. El 1801 es va quedar vídua i va tornar a viure a Salzburg; hi feia classes. Al segle xix, les grans compositores eren, a tot estirar, únicament valorades com a germanes o esposes d'homes (Clara Schumann, Fanny Mendelssohn, Alma Mahler, etc.) fins que, cap a la fi del segle, van optar per usar pseudònims masculins (Carrie William, Edith Borroff, Jeanine Baganier, etc). El 1820, va perdre la visió, però malgrat això no va parar de ser professora de música fins a la seva mort. Va ser enterrada al cementiri de Sant Pere a Salzburg.

## Cultura popular
Maria Anna Mozart va inspirar la pel·lícula francesa Nannerl, la germana de Mozart (2010), dirigida per René Féret i protagonitzada per Marie Féret, que aborda la discriminació i alguns altres dels problemes de gènere en la història de la música a partir de les cartes de la família Mozart.
L'any 2015 es va estrenar l'espectacle teatral The Other Mozart, de Sylvia Milo, inspirat en Maria Anna.
Al segle xxi s'han publicat novel·les i llibres de divulgació sobre Maria Anna Mozart, alguns d'infantils, com per exemple, For the Love of Music - The Remarkable Story of Maria Anna Mozart d'Elizabeth Rusch.